# 古川喜一
古川 喜一（ふるかわ きいち、1915年1月2日 - 1989年1月11日）は、日本の政治家。日本社会党衆議院議員（4期）。

## 経歴
富山県出身。1927年道下尋常高等小学校卒。日本通運魚津支店に勤務し、その後、陸軍に召集される。
復員後日本カーバイト魚津工場に入り、労働組合を結成し、書記長、委員長となる。その一方、日本社会党に入り、富山県議となる。
1967年の第31回衆議院議員総選挙で富山1区から日本社会党公認で立候補して初当選する。以来連続4期。この年の国会でイタイイタイ病を取り上げ、政府に公害病認定を迫った。国会内では石炭対策特別委員長を歴任、党内では社会党富山県本部委員長、イタイイタイ病対策特別委員会事務局などを務めた。1979年の第35回衆議院議員総選挙には出馬せず引退。1985年に勲二等瑞宝章を受章した。1989年死去。

## その他
魚津市交通安全協会会長、日本棋院魚津支部長などを歴任した。
新東京国際空港（現・成田国際空港）の一坪共有地の名義人の1人であった。